# Frühreife Betthäschen
Frühreife Betthäschen ist ein deutscher Sexploitationsfilm von Ralf Gregan aus dem Jahr 1972, der kurz nach seinem Erscheinen beschlagnahmt wurde.

## Handlung
In dem Episodenfilm berichten die Gäste eines Clubhauses über ihre erotischen Erlebnisse.

## Beschlagnahme
Die Juristenkommission der SPIO gewährte dem Film am 11. August 1972 ihre Bescheinigung über strafrechtliche Unbedenklichkeit nur unter der Auflage von Schnitten. Der Film wurde am 15. September 1972 uraufgeführt, aber trotz der vorgenommenen Schnitte von der Münchner Staatsanwaltschaft beschlagnahmt.
Ludwig Boersch, der Vorsitzende der Juristenkommission, sah sich den Film nun erneut an und behauptete, dass die üblichen Kriterien eingehalten worden seien. Alle koitalen Bewegungen seien weitgehend entfernt worden, es gäbe keine ausgespielte Manipulation in der Schamgegend, dafür eine erregte, aber vergleichsweise harmlose Mimik im Gesicht der Schauspielerin, wo sich nicht einmal ein Orgasmus, sondern lediglich sexuelle Erregung widerspiegle.
Die Münchner Staatsanwaltschaft bestand jedoch auf ihrer Ansicht, dass es sich bei dem Film um Pornografie handle: Das Betasten der nackten Brust im Rahmen des Voyeurteils sei eindeutig pornografisch, rechtfertige also die Beschlagnahme.
Der Film erschien danach in mehreren Ländern, unter anderem in den USA 1974 als Five Bed Bunnies On The Loose. Das beschlagnahmte deutschsprachige Original verschwand aus der Öffentlichkeit, es wird auch in Stefan Rechmeiers ausführlichem Lexikon des deutschsprachigen Erotikfilms (2005) nicht erwähnt.

## Kritiken
Der Film-Dienst sah in dem Film „öde aneinandergereihte Sexszenen im Rahmen einschlägiger Erlebnisberichte“.